# Studio Kôsen
Studio Kôsen és una parella d'historietistes i il·lustradores madrilenyes formada per Aurora García Tejado i Diana Fernández Dévora. Des de 1998 han estat treballant sota aquest nom en el dibuix de còmics i il·lustracions, sempre amb una gran influència del manga.

## Trajectòria
La majoria dels seus primers treballs a Espanya van sortir en revistes especialitzades en manganime, destacant la sèrie mensual Lêttera a la revista Shirase. El seu primer treball monogràfic va ser la sèrie de quatre números Garou-chan, publicada per Amaníaco Ediciones, i per Kasen a Polònia.
També han treballat en el camp de la il·lustració realitzant encàrrecs tant per a revistes com Maxim i RollingStone, per a llibres didàctics com els volums de Japonès en Vinyetes 1 i 2 de l'editorial Norma o per a alguns llibres de les sèries How to Draw… de l'editorial Watson-Guptill Publications, passant per il·lustracions per a CD de grups musicals o cantants com Ailyn, Firestorm o Charm, fins a empreses de videojocs com Gravity Corp., o fins i tot per a campanyes polítiques com la de les Joventuts Socialistes l'any 2000.
El 2005 van començar a publicar als Estats Units obres de temàtica yaoi amb l'editorial Yaoi Press, sent Saihoshi, The Guardian i Stallion les seves obres més conegudes. Ambdues han estat publicades a diversos països com EE.UU., Espanya, Argentina, Itàlia, Alemanya i Polònia.
El 2008 van publicar Daemonium amb l'editorial Tokyopop.
El 2010 van començar a treballar en una nova versió de Lêttera com a part de la nova línia Gaijin d'Edicions Glénat. i en Saihôshi Redemption, la continuació de Saihôshi, el Guardià en format novel·la.